# Jatni
Jatni (auch Jatani oder Khurda Road) ist eine Stadt im Osten des indischen Bundesstaats Odisha.
Jatni befindet sich im Distrikt Khordha.
Die Stadt liegt in der Küstenebene 17 km südwestlich von Bhubaneswar, der Hauptstadt von Odisha. Die Distrikthauptstadt Khordha liegt 8 km westlich von Jatni.
Die Bahnlinie Bhubaneswar nach Süden verläuft durch Jatni. Dort befindet sich der Bahnhof Khurda Road Junction.

## Einwohner
Jatni besitzt den Status einer Municipality und ist in 23 Wards gegliedert.
Beim Zensus 2011 hatte Jatni 55.925 Einwohner.